# 아르긴섬

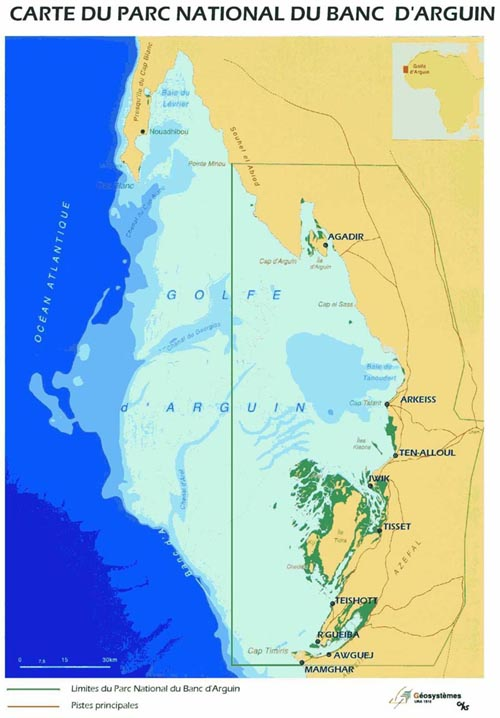

아르긴섬(프랑스어: Arguin, 포르투갈어: Arguim)은 모리타니 서부 해안 아르긴만에 있는 섬이다. 면적은 약 6 x 2km이며 주변에 암초가 넓게 퍼져 있다. 아르긴섬은 현재 방다르갱 국립공원의 일부다.